# Mato Neretljak
Mato Neretljak (n. Orašje, Bosnia y Herzegovina; 3 de junio de 1979) es un futbolista bosnio que se desempeña como defensor.

## Clubes
| Club             | País                 | Año         |
| ---------------- | -------------------- | ----------- |
| HNK Orašje       | Bosnia y Herzegovina | 1999 - 2000 |
| NK Osijek        | Croacia              | 2000 - 2002 |
| HNK Hajduk Split | Croacia              | 2002 - 2005 |
| Suwon Bluewings  | Corea del Sur        | 2005 - 2008 |
| Omiya Ardija     | Japón                | 2008 - 2010 |
| Suwon Bluewings  | Corea del Sur        | 2011        |
| HNK Hajduk Split | Croacia              | 2012        |
| HNK Rijeka       | Croacia              | 2012 - 2013 |
| NK Zadar         | Croacia              | 2013 -      |

## Selección nacional
Ha sido internacional con la selección de fútbol de Croacia en 10 ocasiones y anotó 1 gol.

### Participaciones en Eurocopa
| Torneo        | Sede     | Resultado    |
| ------------- | -------- | ------------ |
| Eurocopa 2004 | Portugal | Primera fase |